# Siegfried Nestriepke
Siegfried Nestriepke (* 17. Dezember 1885 in Bartenstein; † 5. Dezember 1963 in Berlin) war ein deutscher sozialdemokratischer Journalist, später Theaterintendant und führender Vertreter der Volksbühnenbewegung. Kurzzeitig war er nach dem Zweiten Weltkrieg Magistrat für Volksbildung in Berlin.

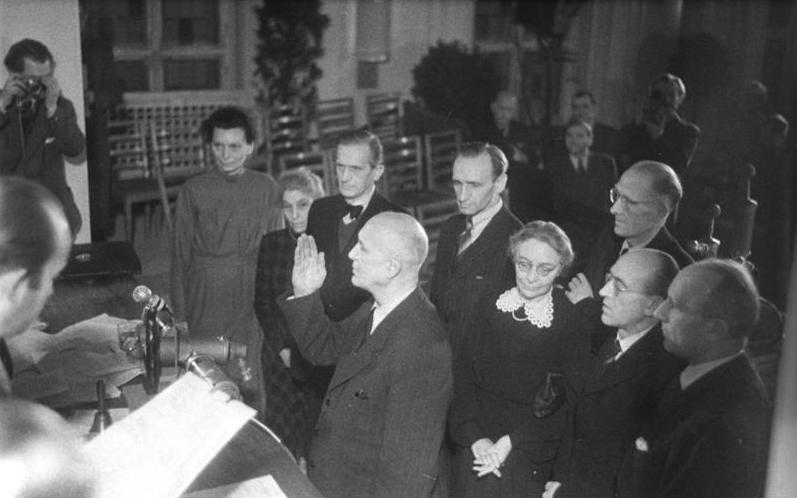
Paul Füllsack (vordere Reihe, zweiter von rechts) 1946 bei der Konstituierung der Stadtverordnetenversammlung im Neuen Stadthaus. Vordere Reihe von links: Otto Ostrowski (SPD), Louise Schroeder (SPD), Paul Füllsack (SPD), Ferdinand Friedensburg (CDU). Hintere Reihe von links: Erna Maraun (SPD), Margarete Ehlert (CDU), Siegfried Nestriepke, N. N., Heinrich Acker (SED.)

## Leben
Sein Vater war Staatsanwalt und die Mutter stammte aus einer alten ostpreußischen Familie. Er besuchte die Schule in Bartenstein und nach dem Umzug der Familie die Volksschule und das Gymnasium in Bremen. Er studierte zwischen 1905 und 1909 Nationalökonomie, Geschichte und Literaturgeschichte in Berlin und Marburg. Einfluss hatten auf ihn Professoren wie die Kathedersozialisten Gustav von Schmoller und Adolf Wagner. Nestriepke beschäftigte sich intensiv mit Karl Marx. In Marburg hörte er bei Hermann Cohen. Er schloss die akademische Ausbildung mit der Promotion zum Dr. phil. mit einer Arbeit über den Dichter Christian Friedrich Daniel Schubart ab.
Während des Studiums hatte er sich in der Deutschen Freien Studentenschaft engagiert. In diesem Zusammenhang kam er in Konflikt mit der Universitätsleitung. In dieser Zeit begann er auch politisch aktiv zu werden. Er gehörte ab 1908 zunächst der Demokratischen Vereinigung an und wurde Parteisekretär für Rheinland und Westfalen. Er hatte ein besonderes Interesse am Gewerkschaftswesen und war 1912/13 als Wirtschaftsfachmann und Redakteur für eine Organisation technischer Beamter tätig.
Danach war er als Journalist tätig und trat in die SPD ein. Bei der sozialdemokratischen Fränkischen Tagespost war er ab 1912 für politische Leitartikel zuständig und war Feuilletonredakteur. Er wechselte 1914 zum Vorwärts. Nestriepke trat 1918 von der SPD zur USPD über und war zeitweise Chefredakteur der Parteizeitung Freiheit. Danach war er kurze Zeit Chefredakteur der Hamburger Volkszeitung. Später war er Korrespondent für verschiedene Provinzzeitungen. Im Jahr 1920 wechselte er zurück zur SPD. Im selben Jahr veröffentlichte Nestriepke seine dreibändige Arbeit Die Gewerkschaftsbewegung. Außerdem wurde er Generalsekretär der Volksbühne Berlin. Seit 1930 war er auch Direktor des Theaters am Bülowplatz, seit 1932 Geschäftsführer der Volksbühne Berlin.
Kurz nach Beginn der nationalsozialistischen Herrschaft verlor er im Mai 1933 seine Posten. Auch wurde ihm zeitweise ein Schreibverbot auferlegt. Bis Kriegsende war er für ein Filmunternehmen tätig.
Von Juni 1945 bis Januar 1946 war Nestriepke zunächst Co-Intendant des Schlossparktheaters in Berlin. Er war als Mitglied der SPD in den Jahren 1946 und 1947 Magistrat für Volksbildung in Berlin. Am 3. Juli 1947 wurde er wegen angeblicher Verstöße gegen die vorläufige Verfassung und Anordnungen der Alliierten von der Kommandantur entlassen.
Nestriepke war 1947 maßgeblicher Gründer der Freien Volksbühne Berlin und bis 1954 und erneut von 1957 bis 1961 Vorsitzender der Freien Volksbühne in Berlin. Er war auch Vorsitzender des Verbandes deutscher Volksbühnen. Außerdem war er von 1949 bis 1955 Intendant des Theaters am Kurfürstendamm. Daneben verfasste er Schriften zum Theater und der Theatergeschichte. Zudem war er Dozent an der Freien Universität.
Im Jahr 1955 ehrte ihn die Freie Universität Berlin mit der Verleihung der Ehrendoktorwürde.
Siegfried Nestriepke starb, zwei Wochen vor seinem 78. Geburtstag, im Dezember 1963 in Berlin. Sein Grab befindet sich auf dem Waldfriedhof Zehlendorf.

## Schriften und gedruckte Reden (Auswahl)
- Der Student. Ein Leitfaden für alle, die eine Hochschule beziehen wollen (= Miniatur-Bibliothek; Nr. 759/760). Verlag für Kunst und Wissenschaft, Leipzig 1909.
- Schubart als Dichter. Ein Beitrag zur Kenntnis Christian Friedrich Daniel Schubarts. Bruno Feigenspan, Pößneck 1910.
- Werben und Werden. Geschichte und System der gewerkschaftlichen Agitation. Fränkische Verlagsanstalt, Nürnberg 1914.
- Die Wahrheit über die Berliner Straßenkämpfe. Verlagsgenossenschaft „Freiheit“, Berlin 1919.
- Die Kommunalisierung des Theaters mit besonderer Berücksichtigung der Verhältnisse Berlins. Vortrag, gehalten anläßlich der Generalversammlung der Freien Volksbühne zu Berlin am 8. Mai 1919 von Dr. Siegfried Nestriepke. Geschäftsstelle der Freien Volksbühne, Berlin 1919.
- Die Gewerkschaftsbewegung. Drei Bände. 2. erweiterte und umgearbeitete Auflage. Ernst Heinrich Moritz [Verlag], Stuttgart 1922/1923 (Erstauflage 1920/1921).
- Der moderne Theaterbetrieb (= Volk und Kunst; Heft 1). Volksbühnen-Verlags und Vertriebs-GmbH, Berlin 1924.
- Die Forderungen der Volksbühnen an das Reichsbühnengesetz. Vortrag[,] gehalten auf der 7. Volksbühnentagung in Hamburg, am 25. Juni 1926 (= Schriften des Verbandes der Deutschen Volksbühnenvereine; Heft 11). Volksbühnen-Verlags und Vertriebs-GmbH, Berlin 1926.
- Wege zu neuer Filmkultur (= Schriften des Verbandes der Deutschen Volksbühnenvereine; Heft 15). Volksbühnen-Verlags und Vertriebs-GmbH, Berlin 1927.
- Theater-Etats. Anleitung und Musterbeispiele (= Schriften des Verbandes der Deutschen Volksbühnenvereine; Heft 14). Volksbühnen-Verlags und Vertriebs-GmbH, Berlin 1927.
- Volksbühnengemeinden. Wesen, Aufbau, Wirken (= Schriften des Verbandes der Deutschen Volksbühnenvereine; Heft 3). Dritte, völlig umgearbeitete und ergänzte Auflage. Volksbühnen-Verlags und Vertriebs-GmbH, Berlin 1928 (Erstauflage 1922).
- Das wandernde Theater. Bilder aus der Praxis der Wanderbühnen des Volksbühnenverbandes (= Schriften des Verbandes der Deutschen Volksbühnenvereine; Heft 18). Volksbühnen-Verlags und Vertriebs-GmbH, Berlin 1928.
- Das Theater im Wandel der Zeiten. Deutsche Buch-Gemeinschaft G.m.b.H., Berlin 1928.
- Geschichte der Volksbühne Berlin. I. Teil: 1890 bis 1914. Volksbühnen-Verlags und Vertriebs-GmbH, Berlin 1930.
- Vorwort. In: Theater und Jugend. Drei Vorträge[,] gehalten auf dem 15. Volksbühnentag am 15. Juni 1952 in Hannover (= Schriften des Verbandes der Deutschen Volksbühnenvereine; Heft 3 [Neue Folge]). Verband der deutschen Volksbühnenvereine e. V., Berlin 1952, S. 3–13.
- Die Volksbühnenbewegung vor neuen Aufgaben. Vortrag, gehalten auf dem Bremer Volksbühnentag 1956. Verband der Deutschen Volksbühnenvereine, Berlin 1956.
- Neues Beginnen. Die Geschichte der Freien Vlksbühne Berlin 1946 bis 1955. Arani Verlags-Gesellschaft, Berlin 1956.

## Herausgeberschaft
- Der Freiheitskampf an der Marburger Universität. Herausgegeben im Auftrage der Freien Deutschen Studentenschaft. Bavaria-Verlag, München 1908.
- Heftreihe Gemeinschaftskultur. Ernst Heinrich Moritz [Verlag], Stuttgart 1921.
- Deutsche Schauspieler der Gegenwart. Charakteristiken aller bedeutenden Darsteller und Darstellerinnen in Berlin, Wien und den größeren Provinzorten. Verlag Verband der deutschen Volksbühnenvereine, Berlin 1925.

## Übersetzungen und Bearbeitungen
- Die Bärenhochzeit. Ein Drama in neun Bildern nach einer Novelle von Prosper Mérimé von A. W. Lunatscharski aus dem Russischen von J. Gotz und von S. Nestriepke. Volksbühnen-Verlags und Vertriebs-GmbH, Berlin 1925.
- Carl Schurz: Aus den Lebenserinnerungen eines Achtundvierzigers. Neu erzählt und bearbeitet von S. Nestriepke und R. Ilgner. Gebr. Weiß [Verlag], Berlin 1948.